# Camusiella
Camusiella es un género de plantas herbáceas perteneciente a la familia de las poáceas. Es originario de Madagascar.

## Especies
- Camusiella fiherenensis Bosser
- Camusiella vatkeana (K. Schum.) Bosser
  - Camusiella vatkeana var. meridionalisBosser
  - Camusiella vatkeana var. vatkeana
    - Camusiella vatkeana subvar. violaceus Bosser